# Carballeda de Avia
Carballeda de Avia è un comune spagnolo di 1 589 abitanti situato nella comunità autonoma della Galizia.